# 马吉利亚
马吉利亚，是西班牙埃斯特雷马杜拉巴达霍斯省的一个市镇。总面积98平方公里，总人口1117人（2001年），人口密度11人/平方公里。